# Walter Rasch

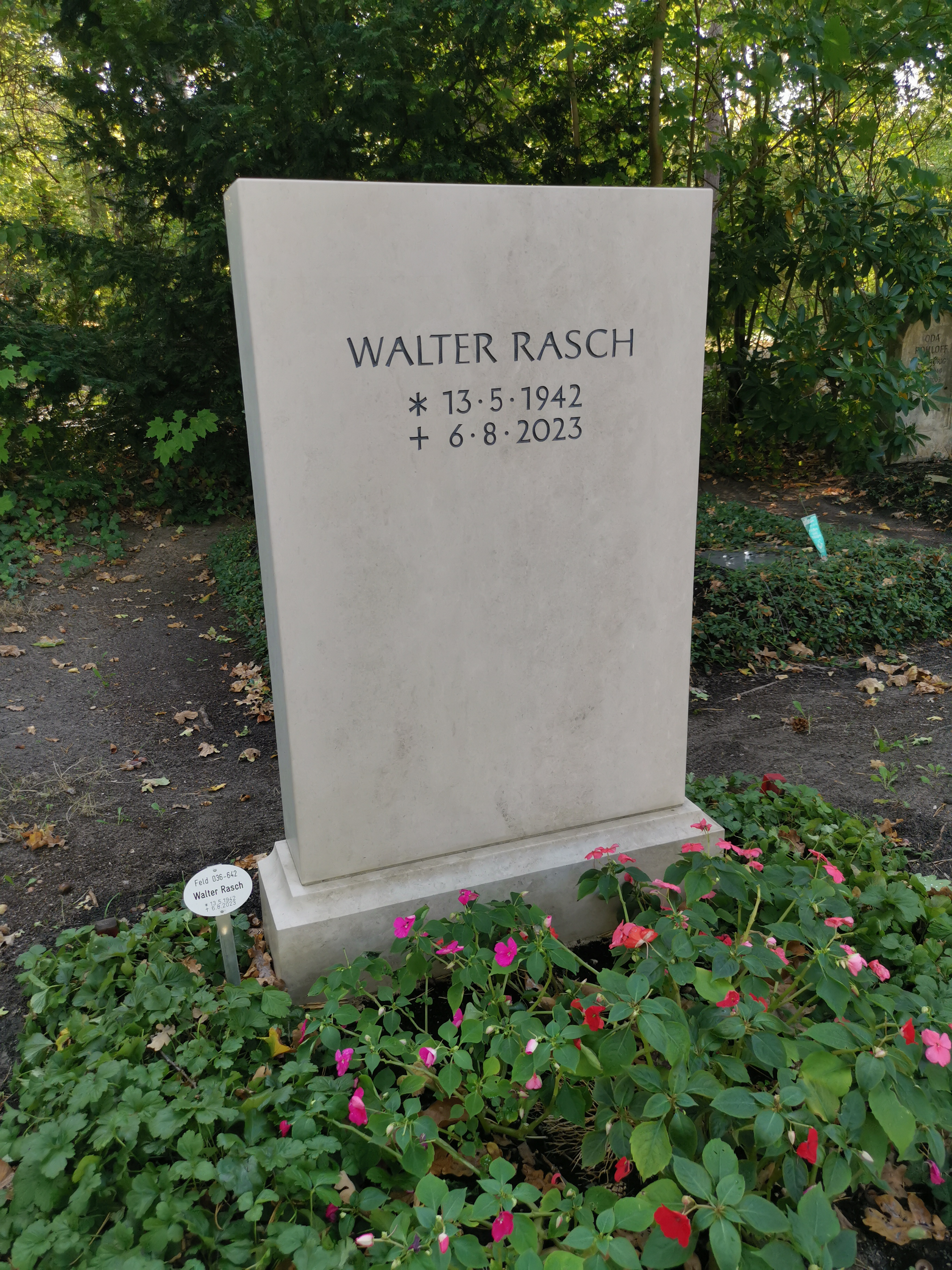
Grab auf dem Waldfriedhof Zehlendorf (Feld 036-642)

Walter Herbert Erich Helmut Rasch (* 13. Mai 1942 in Erfurt; † 6. August 2023) war ein deutscher Politiker (FDP). Er war unter anderem Senator für Schulwesen in Berlin.

## Leben
Ab April 1982 war Walter Rasch hauptberuflicher Vorsitzender des Vorstands des Vereins für Modellversuche e. V. im Stifterverband für die Deutsche Wissenschaft. Nachdem er sich 1989 aus der Politik zurückgezogen hatte, führte er zunächst die deutsche Niederlassung der Sponsoringagentur Telemundi, später führte er die Geschäfte der Firma HPE Property Holding GmbH Berlin. Er war Geschäftsführer des mittlerweile insolventen MSF Master Star Fonds und war Alleinvorstand der insolventen DPM Deutsche Portfolio Management AG. Von 1991 bis 1999 übernahm er die Tätigkeit als Geschäftsführer der Telemundi Deutschland GmbH sowie der Hanseatica Unternehmens Consulting GmbH, Hamburg und Berlin. Ab 1999 war er Geschäftsführender Gesellschafter der HPE Development GmbH, Berlin, und der HPE Development GmbH, Hamburg. Ab 2004 war er Geschäftsführer der Rasch Immobilien Consulting GmbH, Berlin.
Rasch war ab dem 11. Februar 2002 Vorsitzender der Ernst-Reuter-Gesellschaft der Förderer und Freunde der Freien Universität Berlin e. V. (ERG) sowie ab 1963 Mitglied der Braunschweiger Burschenschaft Thuringia. Von 2003 bis 2014 war er Vorsitzender des Bundesverband freier Immobilien- und Wohnungsunternehmen und ab 2004 Mitglied im Vorstand der Deutschen Portfolio Management AG. Im Weiteren war er Vorstandsmitglied im Mediaspree e. V. Rasch war seit ihrer Gründung 1983 bis März 2019 Vorsitzender des Vorstandes der Stiftung Preußische Seehandlung.
Im Sommer 2006 wurde Walter Rasch vom Potsdamer Landgericht zu Schadenersatzzahlungen an 13 Anleger verurteilt, weil er nach den Feststellungen des Landgerichts als „Prospektverantwortlicher“ der MSF Master Star Fund Deutsche Vermögensfonds 1 AG & Co. KG haften würde.
Am 6. August 2023 starb Rasch im Alter von 81 Jahren. Sein Grab befindet sich auf dem Waldfriedhof Zehlendorf.

## Politik
Von April 1975 bis Juni 1981 war Rasch Senator für Schulwesen in Berlin und von April 1971 bis 1989 Mitglied des Abgeordnetenhauses von Berlin. In dieser Zeit war er von 1971 bis 1975 stellvertretender Vorsitzender und von 1981 bis 1989 Vorsitzender der FDP-Fraktion. Darüber hinaus stand er dem FDP-Landesverband in den Jahren 1981 bis 1989 vor. Ab 1977 war Rasch Vorsitzender des Bundesfachausschusses der FDP für Bildung und Vorstandsmitglied der FDP-nahen Walther-Rathenau-Stiftung. Von 1975 bis 2017 war er Mitglied des Kuratoriums der Friedrich-Naumann-Stiftung für die Freiheit.